# ヤーマス城
ヤーマス城（ヤーマスじょう、英語: Yarmouth Castle）は、イングランド南部ワイト島ヤーマス(Yarmouth)の港を守るために、ヘンリー8世が1547年に築いた直方体状の小要塞(blockhouse)。ヤーマス城は、イングランドの海防強化策として砲台要塞(Device Forts)、あるいは、ヘンリー諸城(Henrician Castles)と呼ばれる沿岸防衛施設の連鎖を築く計画の2次計画の一環として建設された。現存する部分は、後年の改修を経たもので、もともとあった初期の曲線的な、あるいは同心円状の形態は失われているが、正方形のキープと長方形の稜堡が残されている。現在、ヤーマス城は、イングリッシュ・ヘリテッジの所有となっており、重要文化財建築物(listed building)のグレード1に指定されている。